# 2010年金馬奇幻影展
2010年金馬奇幻影展是在2010年4月9日至4月22日，於臺灣的台北舉辦。

## 簡介
焦點導演：羅曼·波蘭斯基
开幕片《台北星期天》由何蔚庭导演执导，日本NHK电视台投资、菲律宾两大喜剧天王巴亚尼·阿葛巴亚尼（Bayani Agbayani）、艾比·奎松（Epy Quizon）演出，并在其它国际影展竞相邀约参展的夹杀下，率先于四月的金马奇幻影展宇宙首映。

## 外部連結
- 金馬奇幻影展（页面存档备份，存于）